# Puente de Mundaiz
De Puente de Mundaiz is een brug over de rivier Urumea in de Spaanse stad San Sebastian in de autonome gemeenschap Baskenland. Het is de vierde brug vanaf de monding van de rivier in de Cantabrische Zee, en verbindt de wijk Amara Berri met het district Egia. 
De brug is geopend in 2000 en is de eerste brug die zonder pijlers de rivier in een keer overspant en zo een afstand van 80 meter overbrugt. De architecten van de brug zijn José Antonio Fernández Ordóñez en Julio Martínez Calzón. De constructie is voor de helft gefinancierd door de regio Baskenland, en voor de helft door de gemeente San Sebastian. Al gauw na de opening bleek de verf af te bladderen, en uit onderzoek is gebleken dat de verf niet in de juiste omstandigheden is aangebracht. De laatste restauratie is van 2016. 